# Kleingebiet Sellye

Lage des Kleingebiets Sellye (rot) im Komitat Baranya

Das Kleingebiet Sellye (ungarisch Sellyei kistérség) war bis Ende 2012 eine ungarische Verwaltungseinheit (LAU 1) innerhalb des Komitats Baranya in Südtransdanubien. Im Zuge der Verwaltungsreform Anfang 2013 gingen alle Gemeinden in den nachfolgenden Kreis Sellye (ungarisch Sellyei járás) über, zu dem noch die drei Gemeinden Baksa, Tengeri und Téseny aus dem Kleingebiet Pécs (ungarisch Pécsi kistérség) hinzu kamen.
Ende 2012 lebten 13.235 Einwohner auf einer Fläche von 463,33 km². Der Verwaltungssitz war die einzige Stadt Sellye (2.727 Ew.)

## Ortschaften
Diese 35 Ortschaften gehörten zum Kleingebiet Sellye:
| Adorjás          | Baranyahídvég | Besence         | Bogádmindszent | Bogdása     |
| Csányoszró       | Drávafok      | Drávaiványi     | Drávakeresztúr | Drávasztára |
| Felsőszentmárton | Gilvánfa      | Hegyszentmárton | Hirics         | Kákics      |
| Kemse            | Kisasszonyfa  | Kisszentmárton  | Kórós          | Lúzsok      |
| Magyarmecske     | Magyartelek   | Markóc          | Marócsa        | Nagycsány   |
| Okorág           | Ózdfalu       | Páprád          | Piskó          | Sámod       |
| Sellye           | Sósvertike    | Vajszló         | Vejti          | Zaláta      |